# Haus des Trinkwettstreites

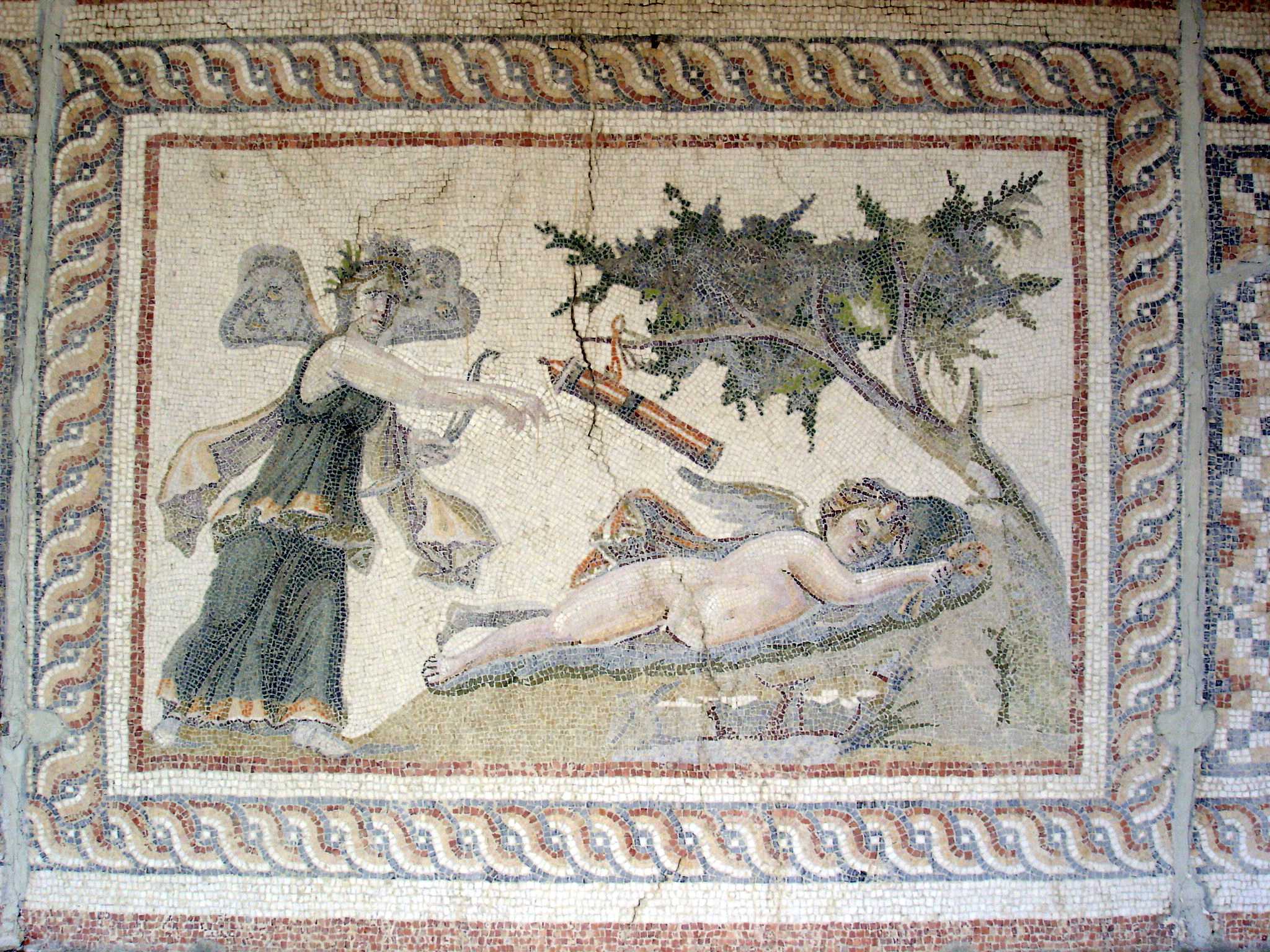
Mosaik aus dem Haus des Trinkwettstreites

Das Haus des Trinkwettstreites (international unter der englischen Bezeichnung House of the Drinking Contest) ist der moderne Name einer reich mit Fußbodenmosaiken ausgestatteten Villa, die in Seleukia Pieria (heute Türkei) ausgegraben wurde. Das Haus lag auf einem Hügel und überblickte damit die eigentliche Stadt und das nicht weit davon entfernt gelegene Meer.
Der Eingang des Hauses lag im Westen und führte direkt auf eine Portikus, deren Fußboden mit Mosaiken dekoriert war und die das Zentrum des Hauses bildete. Am anderen Ende des Hauses befand sich das Triclinium mit einem großen Mosaik, dessen Zentrum den Trinkwettstreit zwischen Dionysos und Herakles zum Inhalt hat. Südlich der Portikus und von dieser durch Säulen getrennt befand sich das Nymphäum des Hauses, dessen Fußboden ein Mosaik mit Fischen zeigte. Die anderen Räume des Hauses schlossen sich meist nördlich der Portikus an, wobei zwei weitere Räume mit einfachen geometrischen Mosaiken geschmückt waren.
Das Haus datiert in das dritte nachchristliche Jahrhundert. Die Mosaiken sind in einem rein klassischen Stil gehalten. Besonders typisch für Häuser einer sozial gehobenen Bevölkerungsschicht in dieser Zeit ist vor allem das große Nymphäum im Hausbereich.
Die Mosaiken sind heute im lokalen Museum von Antakya (Türkei), teilweise in Richmond (Virginia, USA) und im Museum of Fine Arts in Boston ausgestellt.